# Šiaulių energija
Die AB Šiaulių energija ist ein Energieversorgungsunternehmen mit Hauptsitz in Litauens viertgrößter Stadt Šiauliai. Es bietet Strom- und Fernwärmeversorgung und betreibt hierfür unter anderem ein Heizkraftwerk.

## Geschichte
1923 gab es das Kraftwerk Bačiūnai, ab 1931  Šiaulių miesto savivaldybės Bačiūnų elektrinė. 1941 kam dazu das Rėkyvos-Kraftwerk. 1951 hieß es Rėkyvos – Bačiūnų Valstybinė rajoninė elektros stotis (Rėkyvos-Bačiūnų VRES), ab 1957  Rėkyvos valstybinė rajoninė elektrinė (Rėkyvos VRE), ab 1977  Šiaulių šilumos tinklai, ab 1995  specialiosios paskirties akcinės bendrovės „Lietuvos energija“ filialas „Šiaulių energija“.
1997 wurde SPAB „Šiaulių energija“ von „Lietuvos energija“ getrennt. Seit 1999 sind die Inhaber Šiaulių miesto savivaldybė und Rajongemeinde Šiauliai.  2000 gab es  1.070 Mitarbeiter. 2013 erzielte Kauno energija einen Umsatz von 94 Mio. Euro (322,3  Mio. Lt) und einen Gewinn von 1 Mio. Euro (3,4 Mio. Lt). Seit Juli 2002 ist das Unternehmen AB Šiaulių energija.